# سرار (الريدة)

'

تعديل مصدري - تعديل

سرار هي إحدى قرى عزلة الريدة وقصيعر بمديرية الريدة وقصيعر التابعة لمحافظة حضرموت، بلغ تعداد سكانها 1312 نسمة حسب تعداد اليمن لعام 2004. ويسكنها قبيلة الغتنيني.